# André Malet (philosophe)
Pour les articles homonymes, voir André Malet et Malet.
André Malet, né à Laguiole (Aveyron) le 23 mai 1919 et mort à Dijon le 21 octobre 1989, est un philosophe spécialiste de Heidegger. Il a fait connaître en France la pensée du philosophe et théologien protestant Rudolf Bultmann.

## Biographie
Originaire de l'Aveyron, prêtre catholique, André Malet se convertit au protestantisme après avoir découvert les critiques protestants, comme David Strauss. Il s'intéressera ensuite à la pensée de Bultmann, qu'il traduira en français. Il devient professeur de philosophie à l'université de Dijon. Vers la fin de sa vie, il rejoint le protestantisme unitarien.
Il est l'époux de Nicole Maya-Malet, philosophe également spécialiste de Heidegger, directrice de la Revue d'éthique et de théologie morale publiée par le CERF.
Il laisse de nombreux manuscrits, que son épouse confie à l'association Théolib. Parmi eux, son Cours sur Heidegger. Le premier volume, dédié à Sein und Zeit, paraît en décembre 2014.